# Óscar Jaenada

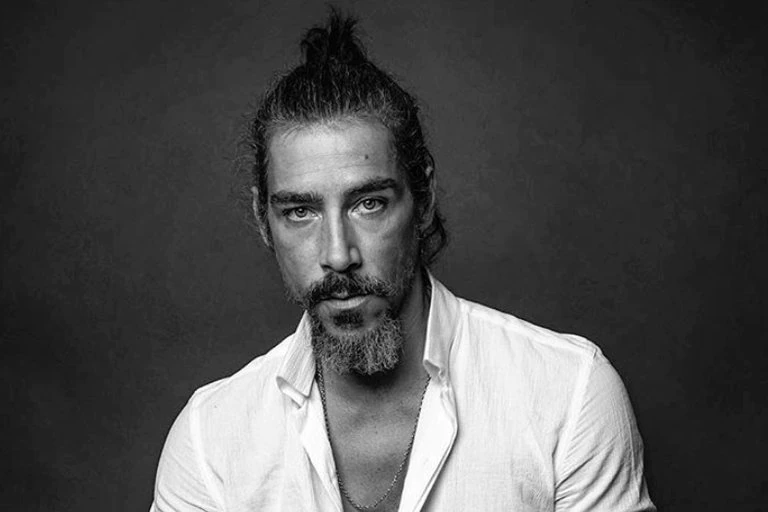
Óscar Jaenada (2001)

Óscar Jaenada Gajo, bekannt als Óscar Jaenada, (* 4. Mai 1975 in Esplugues de Llobregat, Katalonien) ist ein spanischer Schauspieler.

## Leben und Karriere
Óscar Jaenada stand im Alter von dreizehn Jahren das erste Mal auf der Bühne und wirkte in diversen Shakespeare-Aufführungen mit. Um sein Hobby zum Beruf machen zu können, zog er im Erwachsenenalter nach Madrid. Dort konnte er erste kleine Erfolge mit Rollen in verschiedenen spanischen Fernsehserien verbuchen, ehe er auch den Einstieg ins Filmgeschäft schaffte. Einen ersten nennenswerten Erfolg als Filmschauspieler hatte Jaenada 2003 mit der Hauptrolle in der Filmproduktion Noviembre, für welche er 2004 für den Goya in der Kategorie Bester Nachwuchsdarsteller nominiert wurde. 2006 gewann Jaenada schließlich den Goya in der Kategorie Bester Hauptdarsteller für seine Rolle als Camarón de la Isla in dem spanischen Biopic Camarón: la película (2005).
Durch diese Erfolge öffnete sich für Jaenada auch das Tor zur internationalen Filmlandschaft. So hatte er bereits 2010 eine Nebenrolle im Actionfilm The Losers, bevor er 2011 in Pirates of the Caribbean – Fremde Gezeiten als The Spaniard zu sehen war. In den Jahren danach schlossen sich weitere Rollen in Filmen wie The Shallows – Gefahr aus der Tiefe, Hands of Stone – Fäuste aus Stein, Rambo: Last Blood und Chaos Walking an. 2023 war er in der für Disney+ konzipierten spanischsprachigen Serie Viaje al centro de la Tierra in einer der Hauptrollen zu sehen.

## Filmografie
- 2000: Aunque tú no lo sepas
- 2003: Lisístrata
- 2003: Descongélate
- 2003: Noviembre
- 2004: El juego de la verdad
- 2005: Camarón: la película
- 2008: Todos estamos invitados
- 2008: Che
- 2010: La herencia Valdemar
- 2010: The Losers
- 2010: La herencia Valdemar II: La sombra prohibida
- 2011: Pirates of the Caribbean – Fremde Gezeiten (Pirates of the Caribbean: On Stranger Tides)
- 2012: ¡Atraco!
- 2012: The Cold Light of Day
- 2014: Cantinflas
- 2016: The Shallows – Gefahr aus der Tiefe (The Shallows)
- 2016: Hands of Stone – Fäuste aus Stein (Hands of Stone)
- 2017: Oro
- 2017: Loving Pablo
- 2017: Snatched
- 2018: The Man Who Killed Don Quixote
- 2019: Rambo: Last Blood
- 2021: Chaos Walking
- 2021: Xtremo
- 2024: Der Schacht 2 (El Hoyo 2)

## Auszeichnungen (Auswahl)
Goya
- 2004: Nominierung in der Kategorie Bester Nachwuchsdarsteller für Noviembre
- 2006: Bester Hauptdarsteller für Camarón: la película

Fotogramas de Plata
- 2006: Bester Hauptdarsteller für Camarón: la película